# Jacobspad

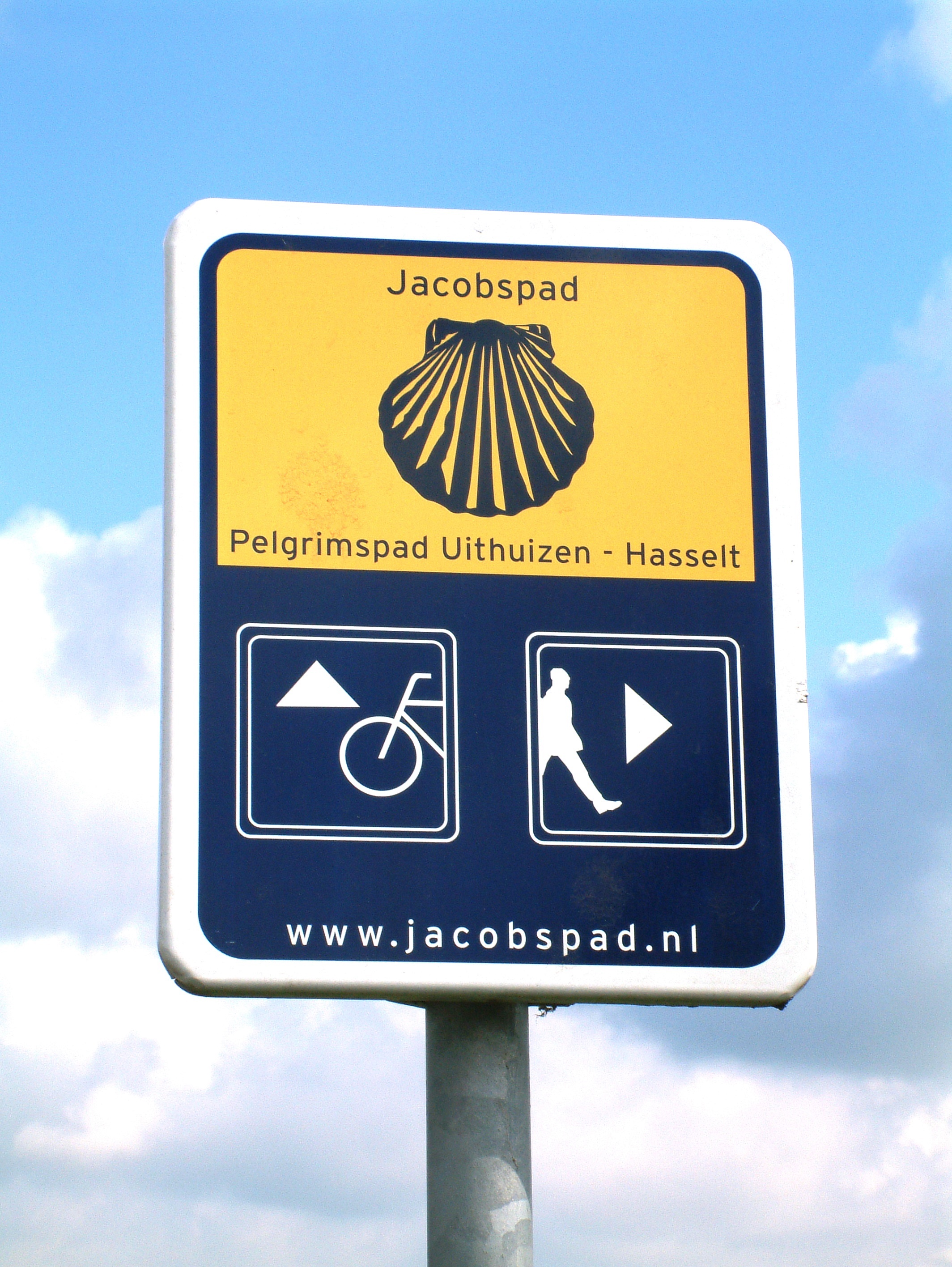

Het Jacobspad is een wandel- en fietspad in het noorden van Nederland. Het loopt vanaf de Jacobus de Meerderekerk in Uithuizen naar Hasselt.
Vandaar kunnen mensen verder lopen op het pelgrimspad naar Santiago de Compostella in Noord-Spanje. Het pad gaat zo veel mogelijk van kerk naar kerk en loopt van Uithuizen via onder andere Ten Boer, Thesinge, Groningen, Norg, Vries, Rolde, Westerbork en Ruinen naar Hasselt.
Op sommige stukken waar fietsers niet kunnen komen is er een splitsing tussen fietsers en wandelaars.